# Усталость сострадать
Теория «Усталость сострадать» (англ. compassion fatigue) — теория, которая заключается в эмоциональном выгорании аудитории по отношению к жертвам социальных проблем вследствие интенсивного освещения трагических ситуаций средствами массовой коммуникации. Была разработана американскими социологами К. Кинник, Д. Крэгманом и Г. Камероном.

## История создания теории
В 1948 году Пауль Лазарсфельд и Роберт Мертон в статье «Массовая коммуникация, массовые вкусы и организованное социальное действие» впервые выделили наркотизирующую дисфункцию СМИ, понимая под ней потерю чувствительности к неблагоприятным социальным проблемам общества.
Однако понятие «усталость сострадать» впервые было использовано в исследованиях опустошенности (англ. burnout), которую испытывают на работе люди, профессиональное оказывающие помощь (к данной категории относят врачей, полицейских, пожарных, социальных работников и др.). В этой связи данный термин обозначал ослабление чувства сострадания по отношению к пациентам или клиентам, находящимся в бедственном положении.
Первыми же учеными, выделившими этот эффект эмпирическим путем, стали три американских социолога Кэтрин Кинник, Дин Крэгмон и Глен Камерон. Они подробно описали его в своей работе «Усталость сострадать»: коммуникация и чувство опустошенности в отношении социальных проблем". Авторами было установлено, что безжалостное нагнетение информационного поля «плохими» новостями приводит к отчуждению аудитории и существенно снижает интерес общественности к социальным проблемам в целом.

## Описание исследования
В середине 1990-х годов Кинник, Кругман и Камерон исследовали влияние средств массовой коммуникации на отношение жителей города Атланты и его пригородов к ряду проблем:
1. насильственная преступность
2. бездомность
3. СПИД
4. жестокое обращение с детьми

Методом социологического исследования был выбран телефонный опрос. Итогом стали 316 законченных интервью, состоявших из 35 вопросов, длительностью пятнадцать минут каждое.
Социологи в рамках данного исследования искали ответы на следующие три вопроса:
1. Существует ли феномен «усталости сострадать», обусловленный средствами массовой коммуникации?
2. Если да, то что позволяет его предсказывать?
3. Если существует, то как он выражается?

Один из ключевых вопросов интервью предлагал опрашиваемым, используя шкалу от 1 до 5, оценить влияние на них сообщений массовой коммуникации в отношении насильственных преступлений, бездомности, жестоком обращении с детьми и СПИДе.
Результаты показали, что 40,1 % респондентов сообщили об ощущении усталости сострадать или приближении к состоянию в отношении насильственных преступлений, 35 % — в отношении СПИДа, 33,1 % — в отношении бездомности, а 14,7 % — в отношении жестокого обращения с детьми. Доказательством связи между средствами массовой коммуникации и усталостью сострадать стали данные о том, что испытывающие это состояние люди склонны избегать сообщений телевидения, радио, газет и журналов по социальной проблеме. Их отчуждение выражалось в таких формах, как «уклонение от информационных программ, сообщающих последние местные новости, переключение каналов, выключение или отключение звука телевизора или радио, откладывание газеты в сторону, мысленное отвлечение от предлагаемого сюжета, беглое просматривание газетных и журнальных статей, большая избирательность в выборе программ, сокращение использования средств массовой коммуникации в целом и контроль над просмотров телепередач детьми».
Социологи также отметили, что самым упоминаемым видом уклонения респондентов была попытка избежать сообщений о проблеме, вызывающей усталость сострадать, в местных телевизионных новостях. По словам опрошенных, эмоциональная опустошенность после просмотра телевизора намного выше, нежели чем после чтения газеты.
Исследуя особенности средств массовой коммуникации, которые инициируют усталость сострадать, социологи выделили следующие отличительные черты:
- акцент на сенсационном
- преобладание «плохих» новостей
- неспособность представить контекст социальных проблем
- представление социальных проблем, а не их решений

## Выводы социологов
Социологами было сделано два важных вывода, имеющих практическое значение:
1. Усталость сострадать по отношению к бездомности и СПИДу чаще встречаема среди индивидов, наиболее удаленных от этих проблем с точки зрения жизненных обстоятельств. Поэтому организации, которые занимаются социальными вопросами, должны способствовать формированию ощущения сходства между зрителями и жертвами.
2. Те опрошенные, которые испытывали усталость сострадать по отношению к СПИДу и жестокому обращению с детьми, выражали меньшее желание обсуждать эти проблемы с другими людьми. Следовательно, межличностное общение может выступать способом предотвращения или сокращения эмоционального выгорания аудитории по отношению к социальным проблемам.

Авторы концепции «усталость сострадать» выделили существование особой пороговой точки насыщения, за пределами которой сообщения о социальных проблемах не просто не находят отклика у аудитории или имеют нейтральный эффект, а скорее оказывают сильное отрицательное воздействие, которое выражается в попытках аудитории избежать в дальнейшем сообщений о данном социальном вопросе.
Таким образом, исследование К. Кинник, Д. Кругмана и Г. Камерона опровергает представления о том, что большое количество сообщений о проблеме мотивирует аудиторию бороться с соответствующей социальной трудностью в обществе. Социологи говорят: «Безжалостное сообщение плохих новостей средствами массовой коммуникации будет отчуждать общественность, заставляя ее отворачиваться от социальных проблем… Коммуникационные стратегии должны во все большей степени учитывать перспективу работы с информационно перегруженной и эмоционально подавленной общественностью»

## Предотвращение
Предпринимаются попытки подготовить медработников к борьбе с усталостью, связанной с состраданием, при помощи тренингов по повышению устойчивости. Они включают в себя обучение работников расслабляться в стрессовых ситуациях, развитие внимательности на рабочем месте, поиск людей, которые поддерживают и понимают риски усталости от сострадания, а также подкрепление необходимости заботы о себе.